# Syv fantastiske Fortællinger
Syv fantastiske Fortællinger (eng. Seven Gothic Tales (gotisk fiktion)) er en samling fortællinger skrevet af Karen Blixen og udgivet under pseudonymet Isak Dinesen i USA i april 1934 og i England i september samme år. Bogen blev udgivet i Danmark på C.A. Reitzels Forlag den 25. september 1935 i Karen Blixens eget navn og i forfatterens egen gendigtning på dansk. Fortællingerne er oversat til talrige andre sprog.

## Værkets tilblivelse og modtagelse
Hjemvendt til Rungstedlund i eftersommeren 1931 – efter Finch Hattons flystyrt og begravelse og med hele sin afrikanske tilværelse splintret bag sig – tog Karen Blixen de fortællinger frem, som hun var begyndt på i Kenya, og som blev til de syv fortællinger under pseudonymet Isak Dinesen, hvormed hun fremtrådte for et verdenspublikum på det amerikanske forlag Harrison Smith & Robert Haas, New York, den 9. april 1934 og vandt sin sene, definitive sejr, idet værket blev en opsigtsvækkende succes, der i løbet af få måneder udkom i 100.000 eksemplarer, blev udgivet i England i september og i svensk oversættelse i oktober samme år.
Om gendigtningen på dansk skrev Blixen i sit forord:
| Citat | Da jeg for min egen Fornøjelse skrev denne Bog paa Engelsk, tænkte jeg ikke, at den skulde faa Interesse for danske Læsere. Nu har det været dens Skæbne at blive oversat til andre Sprog, og det blev derved naturligt, at den også skulde udkomme i mit eget Land. Jeg har da gerne villet, at den i Danmark skulde komme som en original dansk Bog og ikke i nogen, om end aldrig saa god Oversættelse. – September 1935 Karen Blixen | Citat |
|       | |       |

Ved udgivelsen i 1935 af den danske udgave skrev Tom Kristensen i Politiken:
| Citat | Og denne Grundtone vil vi fastholde. Sorg og Glæde, Smerte og Vellyst løber sammen i ét. (…) Og kan denne Grundtone endnu ikke gøre læseren fortrolig med Baronessens snørklede, hyperlogiske Fantasi, forekommer den stadig Læseren udansk, saa er det pudsigt at minde den samme uvillige Læser om, at den danske Søren Kierkegaard engang i vor “gotiske” Fortid, i Fyrrerne, skrev et hypergenialt Essay om Mozarts “Don Juan”. Dér vil man finde den samme danske Fantasi, der med sin logiske Stædighed truer med at sprænge Fornuften, den danske Fantasi, saadan som den er, naar den er genial. | Citat |
|       | |       |

- og Hans Brix i Dagens Nyheder:
| Citat | Den er uden for al Moral. Og kun optaget af Livspragten. Den er storsnudet aristokratisk i sin Stilling til Eksistensen. Den lægger sig med intensive Glædesfornemmelser paa tværs af det daglige, sandsynlige og haandgribelige. Men den er en næsten uudtømmelig Kilde for Detailler af salt Vid, uforsagt Kynisme, spillende Aandfuldhed. Den har sine Tumlepladser helt for sig selv og imponerer som et Luftsyn. | Citat |
|       | |       |

Værket er siden blevet betegnet som det mest forbavsende og måske største litterære kunstværk i mellemkrigstidens Danmark.

## Værket som helhed
Genremæssigt kaldes de syv fortællinger fantastiske - de ikke er naturalistiske, men knytter sig til fantasiens univers og genren magisk realisme.
De syv fortællinger lader alle gennem handlingsforløb og komplicerede intriger hovedpersonerne formes af enkle dominerende lidenskaber, som driver dem frem mod fuldbyrdelsen af deres skæbne. Handling, tidsbaggrund og miljø tegner klassisk europæiske kulturbilleder, hvis klare konturer kontrasterer med og holder den vidtløftige fantasi under kontrol. Personkarakteristikken lægger hovedvægten på den enkeltes typiske og arketypiske træk, så fortællingerne på et højere abstrakt handlingsplan stræber mod udfoldelsen af tidløse skæbnemønstre. Stik imod den herskende naturalistiske tradition låner Blixen grundtræk fra opera, ballet og marionetkomedie og fremprovokerer derved det teatralsk-artificielle, som har med hendes syn på relationen mellem liv og kunst at gøre. I kunstens uvirkelige verden fremstår virkelighed forklaret, forenklet, som symbolske variationer over primitive formler og mytiske urbilleder. De menneskelige lidenskaber opfattes som tegn fra naturen eller Gud. Men dette mytisk-oprindelige i livsopfattelsen er gengivet med forfinet senkultur, med bevidst tilbageerobring af det førbevidste. Med sin arkaiserende fortællemåde føjede Karen Blixen træk til moderniteten, som trådte frem på samme tid hos andre store europæiske digtere: den psykologiske fortolkning af et handlingsforløb blev vraget til fordel for de irrationelle momenter, som er uløseligt forbundet med passioners udfoldelse og fuldbyrdelse. Det nære samtidige miljø blev forladt til fordel for det fjerne, fortidige. En romantisk længsel efter mening – i en tid uden tro og idealer hinsides den politiske sfære – blev hos hendes læsere tilfredsstillet, når hun skildrede lykken som den vare, der købes til højeste pris. I bogens første og sidste fortælling spejles den strenge lykke-lære i den godmodige æstetiker, grev August von Schimmelmanns undrende øjne. Han indfanges som biperson i en historie hvis tohovedpersoner – prins Potenziani i ”Vejene omkring Pisa” og justitsråd Mathiesen i ”Digteren” – hver på sin måde fusker med prisen og prøver at krydse Guds planer ved at sætte sig selv i den almægtiges sted. De har villet deres eget, afsløres af historien og må undgælde med livet. Historien er deres dommer. Større mod og indforståethed med deres grumme skæbne viser personerne i ”Syndfloden over Norderney”, ”Drømmerne” og ”Et Aftenselskab i Helsingør”. De er alle slået ud af kurs og skjuler deres forulykkede identitet under masker, forklædninger og forrykte drømme om uindfriede muligheder. Men forklædninger og forrykthed er deres former for stolthed og accept af forsynets luner. Sin egen eksistens indfortolker Karen Blixen i ”Drømmerne” hvis hovedperson, sangerinden Pellegrina Leoni, ved et chok har mistet stemmen og derfor flakker om under skiftende navne, bange både for genkendelse og kærlighed, kun fri i sin hvileløse flugt. Berøvet egentlig væren lever hun sit skinliv i realiserede drømme som erstatning for ufuldbyrdet liv.

## Trivia
- Dronning Margrethe II har i 2002 illustreret[5] en udgave[6] af Karen Blixens Syv fantastiske Fortællinger med découpager efter forespørgsel fra Frans Lasson.

## De syv fortællinger
- Vejene omkring Pisa - I en kro nær Pisa i Italien har den unge, danske grev Schimmelmann i 1821 søgt tilflugt fra sin hustrus ubegrundede jalousi, der har nødsaget ham til at lyve om alt; han har medbragt en lille lugteflaske med et påmalet italiensk motiv og påskriften ”Amitié sincère”, der har tilhørt hans tante, og som er et pant på ubrydeligt venskab, og som ifølge tanten kan kurere hjertesorg; en stedlig gammel grevinde Carlotta di Gampocorta får sit barnebarn Rosina gift med prins Potenziani, som er ude af stand til at avle børn, fordi grevinden vil undgå risikoen for at opleve sit barnebarn dø i barselsseng, men Rosina får ægteskabet opløst og gifter sig med sin fætter Mario, som hun elsker; på vej til Pisa for at forsone sig med sit barnebarn rammes grevindens vogn af et uheld, som bringer hende i kontakt med Schimmelmann, der lover at bringe besked til Rosina; på sin vej møder han på en kro prinsen, som har hørt et forlydende om, at hans ven Nino har forrådt ham i forbindelse med skilsmissen, og udfordrer vennen til duel, men Rosinas nærmeste veninde, Agnese della Gherardesci, der er til stede på kroen forklædt som mand, fortæller inden duellen prinsen, at forlydendet er falsk, hvilket hos prinsen udløser et dødeligt hjerteslag; uger senere møder Schimmelmann den gamle grevinde, som i taknemmelighed forærer ham et dyrebart minde om ubrydeligt venskab – en lille lugteflaske med påskriften ”Amitiè sincère”.[1]
- Den gamle vandrende Ridder – Til spørgsmålet, om det lønner sig at forsage en tilbøjelighed for at gøre det, der står for én som det rette, fortæller den aldrende baron von Brackel om en oplevelse, han havde i sine unge dage i 1870’erne, hvor han var ansat ved den danske legation i Paris; netop den dag, hvor han har planlagt at afslutte sin udmarvende kærlighedsaffære med en gift dame, forsøger hun at forgive ham; han bliver senere i den regnvåde nat tiltalt af en ung, beruset og – viser det sig – uberørt pige, som han tager med hjem og indlader sig med; da hun om morgenen skal forlade ham forlanger hun til hans overraskelse tyve francs, som han giver hende.[1]
- Aben - Fortællingens ti korte kapitler foregår omkring 1825. Den jomfruelige priorinde for det verdslige kloster for adelige jomfruer og enker, Seven-Kloster, har en lille grå abe, som hun elsker højt, men som undertiden mærker det frie livs kalden og forsvinder fra klostret i ugevis. En dag, mens aben er borte fra klostret, kommer priorindens nevø og gudsøn, løjtnant i livgarden, Boris sindsbevæget for at få hendes råd og bistand, da han på trods af sin natur ønsker at gifte sig. Efter at hun har belært ham om pligten som livets vej til lykken, fortæller hun ham, at den 18-årige, høje, blonde Athene Hopballehus vil være det rette parti for ham. Boris rider af sted på frierfærd og bliver hjerteligt modtaget af Athenes far, den gamle greve af Hopballehus, som fortæller, at han netop har fået meddelelse om, at han har vundet en årelang proces om nogle besiddelser i Polen, og han giver glad sin velsignelse til frieriet. Men morgenen efter modtager Boris i klostret et brev fra greven, som med beklagelse skriver, at Athene har meddelt, at hun aldrig vil gifte sig. En rasende priorinde tilsiger Athene til en middag samme aften, hvor hun skal tvinges til at bøje sig, men hvor de alle tre bliver berusede, så Athene går til ro med besked om, at hendes samtale med Boris under fire øjne må vente til næste dag. Dog opsøger Boris på priorindens bud Athene på hendes værelse og griber fat i hende, hvilket udløser et håndgemæng, hvor hun med knyttet næve slår to tænder ud på ham, og hvor deres rasende kamp først ophører brat, da han med sin blodige mund med vold kysser hende, hvorved hun besvimer. Priorinden bebrejder næste morgen Athene, at hun har ladet sig forføre af Boris, men er tilfreds med, at han vil sone sin brøde ved at gifte sig med Athene. Da Athene fortsat nægter at gifte sig med ham, foreholder priorinden hende, at hun kan være med barn, og at barnet vil blive en bastard, hvis de ikke gifter sig. Athene lover så at gifte sig med Boris, men tilføjer, at hun vil slå ham ihjel, så snart hun kan. Pludselig bliver de alle tre klar over, at aben sidder uden for og banker på vinduet. Da aben smadrer ruden og kommer ind efter priorinden, forsøger hun forgæves at undslippe, og straks efter sker der en metamorfose, hvor priorinden og aben skifter skikkelse. De to lamslåede unge ser nu på hinanden på en ny måde, mens den omskabte priorinde slutter med ét af sine latinske yndlingscitater: ”Discite justitiam et non temnere divos” (Lær retfærdighed og ikke at foragte guderne).[1]
- Syndfloden over Norderney - I sommeren 1835 indtræffer en naturkatastrofe ved det mondæne badested Norderney på Holstens vestkyst, en dommedag en miniature, da en voldsom storm gennembryder digerne; i forbindelse med redningsarbejdet bliver det nødvendigt over natten at efterlade fire frivillige på et høloft; mens de håber på redning, inden vandet får huset til at bryde sammen, fortæller de deres historier; den unge Jonathan Mærsk fortæller en historien om den naive student Timon fra Assens, hvis person kommer så stærkt på mode i København, at ingen interesserer sig for hans sind; den gamle frøken Malin Nat-og-Dag fortæller historien om den opvækst, som hendes tilstedeværende gudbarn, den unge komtesse Calypso von Platen-Hallermund, fik hos sin onkel, der kun interesserede sig for skønne unge drenge, og i hvis hus hun derfor som kvinde forblev aldeles upåagtet; kardinal Hamilcar von Sehested vier de to unge og fortæller dernæst om et møde lige efter Jesu opstandelse mellem apostlen Peter og Barabbas, som efter at have reddet livet har mistet smagen for alt, hvad livet har at tilbyde; efter sin fortælling lader han sin maske falde og fortæller, at han i virkeligheden er kammertjener til sin herre, kardinalen, som han har slået ihjel; da daggryet bryder frem tier den gamle frøken Malin Nat-og-Dag med sin egen historie.[1][7]
- Et Familieselskab i Helsingør - Familien de Conincks hus i Helsingør dannede tidligere rammen om en familie, hvis tre børn, pigerne Fanny og Eliza og deres bror Morten, var lysende skikkelser i Helsingørs selskabelige liv; ingen fest var fuldkommen, før de to skønne søstre var kommet til stede, og når Morten trådte ind i et rum, tog han det i besiddelse. Hjemme gav de frit løb for en tung melankoli, som lå i deres sind. I 1807 fik Morten sit eget kaperskib, der sejlede fra sejr til sejr, indtil kapervirksomheden blev forbudt. På samme tid havde Morten berammet sit bryllup med Adrienne, men på bryllupsmorgenen var brudgommen forsvundet, og han blev aldrig siden set i Helsingør. Årene gik, de to søstre forblev ugifte, fordi ingen bejler kunne leve op til deres perfekte standard. Søstrene flyttede til København, hvorefter huset i Helsingør lå ubeboet hen, kun passet af Madam Bæk. Hun kommer en vinterdag i 1841 til København og fortæller søstrene, at Mortens genfærd har vist sig i huset i Helsingør. Søstrene rejser straks hjem, hvor Mortens genfærd ved nattetid viser sig for dem i huset. Om sit liv fortæller han, at alt gik godt for ham, indtil han mistede sit livs, kærlighed, skibet La Belle Eliza, så sit mandskab blive hængt, måtte sælge sine slaver og endte med en dødsdom i Havana. Med løkken om halsen tilstod præsten ham en kort udsættelse, hvor han kunne tænke endnu et øjeblik på La Belle Eliza. Ved urets sidste midnatsslag forsvinder hans genfærd. Eliza gentager hans livs slutreplik, hans livs kærlighedserklæring.[1]
- Drømmerne - En fuldmånenat i 1863 er et sejlskib på vej til Zanzibar. På dækket om bord er tre mænd: Said Ben Ahamad, den store eventyrfortæller Mira Jama, der engang fik næse og ører skåret af, og en rødhåret englænder, Lincoln Forsner, der prøver at få Mira til at fortælle en uhyggelig historie. Men Mira forklarer, at han har mistet evnen til at forfærdes, og at han kun i sine dyrebare drømme stadig møder frygten. Lincoln fortæller så sin egen historie: Efter uoverensstemmelser med sin far rejste han ud i Europa, hvor han på et bordel i Rom forelskede sig i den prostituerede Olalla. Men netop som Lincoln ville vedstå deres kærlighed over for alverden, forsvandt Olalla og også den gamle jøde, der som en skygge altid var i hendes nærhed. Under sin hvileløse eftersøgning af Olalla over det halve Europa mødte han på et hotel i den schweiziske alpeby Andermatt to unge mænd. Den ene, Friedrich von Hohenemser, kaldet Pilot, fortalte om en dramatisk kærlighedshistorie, som han havde haft med hattesyersken Madame Lola i Luzern, og som sluttede sørgeligt på en måde, der til forveksling lignede Lincolns. Den anden, den svenske baron Gyldenstierne, fortalte om sit kærlighedseventyr med Madame Rosalba, der sluttede ligesom de to andre, og hvor der også her var en ældre jødisk herre i baggrunden. Gennem hotelsalen gik en kvinde, som de alle tre genkendte som den kvinde, de netop hver især havde fortalt om, men der var ifølge hotelpersonalet tale om hofråd Heerbrandts respektable frue fra Altdorf. De tre unge mænd så nu, at også den gamle jøde var indlogeret på hotellet, men da de forhørte sig nærmere om kvinden, blev de klar over, at hun – efter at have fået meddelelse om, at hendes søster i Italien lå for døden – allerede samme aften i hast havde forladt hotellet i hestevogn på vej op til klostret i det nærliggende alpepas på trods af kraftig snestorm. De tre unge mænd fulgte efter hende i hestevogn, kørte et stykke oppe ad bjergvejen fast i sneen og fortsatte til fods. Lincoln indhentede som den første kvinden, der også havde måttet fortsætte til fods. Sammen søgte de læ for snestormen, men hun genkendte ham ikke, og hun genkendte heller ikke de to andre unge mænd, da de nåede frem, men kastede sig pludselig ud fra bjergskrænten. Ilde tilredt blev hun reddet op fra bjergafsatsen neden for med hjælp også fra den gamle jøde og hans kusk og tjener, som også var kommet til. Hun blev i jødens vogn døende fragtet op til klostret og lagt på en båre, hvorefter den gamle jøde, hendes livslange ven, diamanthandleren Marcus Cocoza fra Amsterdam, fortalte hendes historie: Hun var i virkeligheden den berømte sopran Pellegrina Leoni, der ved en teaterbrand i Milano havde mistet sin prægtige sangstemme, og som efter da havde besluttet, at hun ikke længere ville være den samme kvinde hele livet, men bestandig skifte fra én kvinderolle til en anden. Et sted skriver fortælleren: ”Det er ikke nogen daarlig Egenskab ved en Fortælling, at man kun forstaar Halvdelen af den.“[1]
- Digteren - Justitsråd Mathiesen lever i 1836 i Hirschholm (Hørsholm) som enkemand. Et kært ungdomsminde er et par års ophold i Weimar, hvor han en enkelt gang vekslede ord med Goethe. Justitsråden har selv drømt om at blive digter, men har måttet indse, at hans egne evner for digtekunsten er begrænsede, og at hans rolle i litteraturen må blive mæcenens. Den unge bondesøn, Anders Kube, der er blevet ansat som skriver på domhuset, og som er blevet introduceret for ham af den gamle apoteker Lærke, skriver i sin fritid, og justitsråden aner i den unge mand et stort digtertalent og gør ham til sin protegé, som han værner imod alt verdsligt, der vil kunne distrahere hans digtersind og kunstneriske skaben. Justitsrådens plan skrider fremad, og han kan glad vise sin protegé frem for sin ven og gamle elev, grev Augustus von Schimmelmann, der kommer på besøg. På samme tid kommer den unge Fransine til egnen. Hun er enke efter den gamle apoteker Lærke, som på sine gamle dage var rejst til Neapel, hvor han efter et jordskælv havde påtaget sig ansvaret for en fattig familie og giftet sig med familiens ældste datter. Men apotekeren dør på hjemrejsen til Danmark, hvorefter Fransine med en lille pension bosætter sig på apotekerens landejendom La Liberté (Friheden), der er nabo til justitsråden. Den unge kvinde er tavs af væsen og bliver af mange – især kvinder – anset for at være lidt svag i ånden. Justitsråden kaster sine øjne på den unge Fransine og overvejer, om hun ville være et godt parti for hans protegé Anders, men på vej hjem en sen aften står justitsråden af vognen og går en tur i parken på La Liberté, hvor han på afstand ser hende danse alene i havestuen og bliver betaget af hendes ynde. Efter nogen tids overvejelser beslutter justitsråden sig for selv tilbyde hende ægteskab og får hendes ja. En dag efter forlovelsen kører de to på besøg hos Anders for at revse ham for et tyveri af fire flasker altervin, som Anders har hentet til et gilde på kroen, hvor han har udbragt justitsrådens skål. Under besøget står Anders og Fransine på et tidspunkt alene over for hinanden som to unge elskende, og forud for brylluppet tilbringer de tre ofte tiden i hinandens selskab, hvor Anders læser digte for og går ture med Fransine, og hvor justitsråden vejleder Anders, der er i gang med et stort epos om kærligheden. Anders har besluttet sig for at dø, når Fransine gifter sig med justitsråden, der imidlertid natten før brylluppet har iscenesat et stævnemøde mellem de to unge i parken, hvor han er skjult til stede. Da Fransine løber fra stedet, vender Anders sig om og skyder justitsråden. Med sine sidste kræfter slæber han sig op mod huset, hvor Fransine får øje på ham. Han kalder på hendes medlidenhed, men hun har indset, at justitsråden har forsøgt at digte dem alle tre ind i en anden virkelighed, og løsner en stor gærdesten og kaster den i hovedet på ham, idet hun råber: ”Du Digter! Poet!!”[1] [8]